# Dritter Indisch-Pakistanischer Krieg
|  | Dieser Artikel oder Abschnitt wurde wegen inhaltlicher Mängel auf der Qualitätssicherungsseite der Redaktion Geschichte eingetragen (dort auch Hinweise zur Abarbeitung dieses Wartungsbausteins). Dies geschieht, um die Qualität der Artikel im Themengebiet Geschichte auf ein akzeptables Niveau zu bringen. Dabei werden Artikel gelöscht, die nicht signifikant verbessert werden können. Bitte hilf mit, die Mängel dieses Artikels zu beseitigen, und beteilige dich bitte an der Diskussion! |

Der Dritte Indisch-Pakistanische Krieg war eine bewaffnete Auseinandersetzung zwischen den südasiatischen Staaten Indien und Pakistan während des Bangladesch-Krieges, in den Indien am 3. Dezember 1971 auf der Seite Ostpakistans eingriff. Der Krieg endete in Ostpakistan am 16. Dezember 1971 mit der Kapitulation der westpakistanischen Einheiten und in Westpakistan am 17. Dezember durch einen Waffenstillstand mit Indien. Mit einer Dauer von 13 Tagen gilt er als einer der kürzesten Kriege der Geschichte.

## Hintergrund

### Politische Lage in Ost- und Westpakistan[1]
Nach der Teilung Britisch-Indiens im Jahr 1947 entstand Pakistan als zweigeteilter Staat mit einer über 1.600 Kilometer breiten indischen Landmasse zwischen den beiden Teilen: Westpakistan (heutiges Pakistan) und Ostpakistan (heutiges Bangladesch). Trotz gemeinsamer Religion waren Ost- und Westpakistan kulturell, sprachlich und wirtschaftlich stark unterschiedlich geprägt.
Die politische und wirtschaftliche Macht konzentrierte sich fast ausschließlich in Westpakistan, während die deutlich bevölkerungsreichere Region Ostpakistan zunehmend marginalisiert wurde. Die Spannungen verschärften sich insbesondere nach den Parlamentswahlen von 1970, bei denen die Awami-Liga unter Sheikh Mujibur Rahman in Ostpakistan einen überwältigenden Wahlsieg errang und damit eigentlich Anspruch auf die Regierungsbildung im gesamten Land hatte. Die politische Führung in Westpakistan, insbesondere unter Präsident Yahya Khan und Zulfikar Ali Bhutto, verweigerte jedoch die Machtübergabe und vertagte die konstituierende Nationalversammlung.
Diese Entscheidung wurde in Ostpakistan als schwerer Bruch demokratischer Prinzipien gewertet und führte zu Massenprotesten, die zunehmend separatistische Züge annahmen. Die politische Krise eskalierte weiter, als das Militärregime in Westpakistan im März 1971 mit der sogenannten Operation Searchlight begann – einer brutalen Militäraktion zur Niederschlagung des Widerstands in Ostpakistan. Dies markierte den Beginn eines blutigen Bürgerkriegs, der letztlich in den Dritten Indisch-Pakistanischen Krieg münden sollte.

### Spannungen zwischen Indien und Pakistan[2][3]
Seit der Teilung Britisch-Indiens im Jahr 1947 waren die Beziehungen zwischen Indien und Pakistan von tiefem Misstrauen und wiederkehrenden Spannungen geprägt. Hauptursache war der ungelöste Kaschmir-Konflikt: Beide Staaten erhoben Anspruch auf die mehrheitlich muslimisch geprägte Region Jammu und Kashmir, was unmittelbar nach der Unabhängigkeit zum Ersten Indisch-Pakistanischen Krieg (1947–1948) führte. Der daraus resultierende Waffenstillstand unter Vermittlung der Vereinten Nationen teilte das Gebiet entlang der sogenannten Waffenstillstandslinie (Line of Control), ohne eine endgültige Lösung herbeizuführen.
In den folgenden Jahrzehnten blieb Kaschmir ein zentraler Streitpunkt. Der Zweite Indisch-Pakistanische Krieg im Jahr 1965, ausgelöst durch pakistanische Versuche, Unruhen in Kaschmir zu unterstützen, führte erneut zu einem großflächigen militärischen Konflikt. Zwar wurde durch sowjetische Vermittlung im Vertrag von Taschkent ein Waffenstillstand erreicht, doch das gegenseitige Vertrauen war dauerhaft beschädigt.
Darüber hinaus verschärften ideologische Gegensätze und Bündnispolitik im Kalten Krieg die Situation. Pakistan orientierte sich außenpolitisch zunehmend an den USA und China, während Indien eine Führungsrolle in der Bewegung der Blockfreien Staaten einnahm, aber sicherheitspolitisch engere Beziehungen zur Sowjetunion entwickelte. Diese entgegengesetzten weltpolitischen Ausrichtungen vertieften das strategische Misstrauen.
Auch wirtschaftliche Rivalitäten, unterschiedliche Staatsmodelle und wechselseitige Vorwürfe der Einmischung in innere Angelegenheiten trugen zur chronischen Belastung der bilateralen Beziehungen bei. Wiederholte Grenzzwischenfälle, diplomatische Spannungen und gegenseitige Propaganda verstärkten das Bild des jeweils anderen als existenzielle Bedrohung.
Bis Ende der 1960er Jahre war das Verhältnis zwischen Indien und Pakistan somit von anhaltender Unsicherheit, geopolitischer Konkurrenz und ungelösten Konflikten geprägt – ein fragiler Zustand, der jederzeit in neue Konfrontationen umzuschlagen drohte.